# Bertoldo (rivista)
Il Bertoldo fu una rivista periodica di umorismo e satira pubblicata a Milano dal 14 luglio 1936 al 10 settembre 1943 dalla Rizzoli. Successivamente altri editori pubblicarono nuove edizioni della rivista negli anni cinquanta e sessanta.

## Storia

### Dalla fondazione al 1943
A Roma si stampava fin dal 1931 una testata satirica, il Marc'Aurelio, che riscuoteva grande successo e la Rizzoli decise di farne una simile a Milano. Venne incaricato nel 1935 l'umorista e narratore Cesare Zavattini di curare il progetto e questi chiamò alcuni tra i migliori illustratori del momento, tra cui Giovanni Mosca, Walter Faccini e Vittorio Metz – provenienti dallo stesso Marc'Aurelio – e Giovannino Guareschi. La testata esordì il 14 luglio 1936 diretta dallo stesso Zavattini.
Il giornale si affermò subito per il suo stile innovativo, del tutto nuovo per la vignettistica italiana: le "vedovone" di Guareschi, gli omini un po' folli di Mosca, la celebre rubrica Bertoldo erano esempi di anticonformismo e di leggerezza che si opponevano allo stile "paludato" dei giornali dell'epoca. A differenza del Becco giallo e della sua coraggiosa satira politica contro il fascismo, gli autori del Bertoldo esprimevano invece un umorismo surreale, tenendosi deliberatamente al di fuori della politica. Dopo pochi anni dalla fondazione, Zavattini lasciò la direzione per dissapori con la casa editrice, che mise al suo posto la coppia Mosca-Metz ma la coabitazione ebbe vita breve e Giovanni Mosca rimase direttore unico, coadiuvato da Guareschi come capo redattore. La testata assunse in breve tempo un'influenza notevole nell'Italia degli anni trenta e non sfuggì alle attenzioni di Mussolini e del regime fascista.
Le pubblicazioni cessarono definitivamente in seguito al bombardamento alleato della sede del giornale in Piazza Carlo Erba a Milano. Inutile fu il tentativo di risuscitare il Bertoldo per farne un giornale di propaganda filonazista, per via del rifiuto dell'editore Rizzoli di aderire alla Repubblica Sociale Italiana e collaborare con i nazifascisti.

### Nel dopoguerra
Nel dopoguerra la testata riprese le pubblicazioni. Fu pubblicata mensilmente in formato tascabile dal 1952 al 1953. Il Bertoldo, diretto da Sveno Tozzi, ebbe la collaborazione di varie personalità del modo dello spettacolo, come Renato Rascel e Mario Riva e pubblicò racconti di Pasquale Festa Campanile, Anton Čechov, Federico Fellini, Metz, Salveti e Mark Twain e vignette di vari autori italiani e stranieri oltre che fumetti a strisce e tavole domenicali americane come Blondie e Dagoberto di Chic Young, Li'l Abner di Al Capp, Little Lulu di John Stanley e Nancy di Ernie Bushmiller.
Negli anni sessanta vi fu un ultimo tentativo di rilanciare la testata ad opera dell'editore Gino Sansoni. Le pubblicazioni ripresero nel 1961. Sansoni diede spazio a un nuovo gruppo di autori, come Pier Carpi, Giovan Battista Carpi, Nino Cannata ed egli stesso con lo pseudonimo di Max Gardini. Le uscite continuarono fino al 1966 quando la rivista chiuse dopo 41 numeri.

## Autori
Bertoldo pubblicò opere di un numero elevato di autori anche prestigiosi dell'illustrazione e della grafica italiana:
- Mario Bazzi (al quale fu affidata la grafica del titolo della testata),
- Walter Faccini,
- Dino Falconi,
- Daniele Fontana,
- Angelo Frattini,
- Giovannino Guareschi,
- Carletto Manzoni,
- Marcello Marchesi,
- Giuseppe Marotta,
- Guido Martina,
- Walter Molino,
- Giacinto "Giaci" Mondaini (padre di Sandra),
- Federico Fellini,
- Saul Steinberg (che dovette lasciare la redazione nel 1938 per la promulgazione delle leggi razziali),
- Rino Albertarelli,
- Bruno Angoletta,
- Mario Brancacci,
- Achille Campanile,
- Alberto Cavaliere,
- Carlo Dalla Zorza,
- Ugo De Vargas,
- Eugenio Gara,
- Leo Longanesi,
- Gilberto Loverso,
- Mino Maccari,
- Mario Ortensi,
- Ferdinando Palermo,
- Massimo Simili,
- Nino Camus,
- Gian Carlo Riccardi.